# Quelmec du Gery
Quelmec du Gery (né le 26 juin 2004) est un cheval hongre bai du stud-book Selle français, qui a concouru au niveau international en saut d'obstacles avec les cavaliers Pénélope Leprévost et Éric Lamaze. 

## Histoire

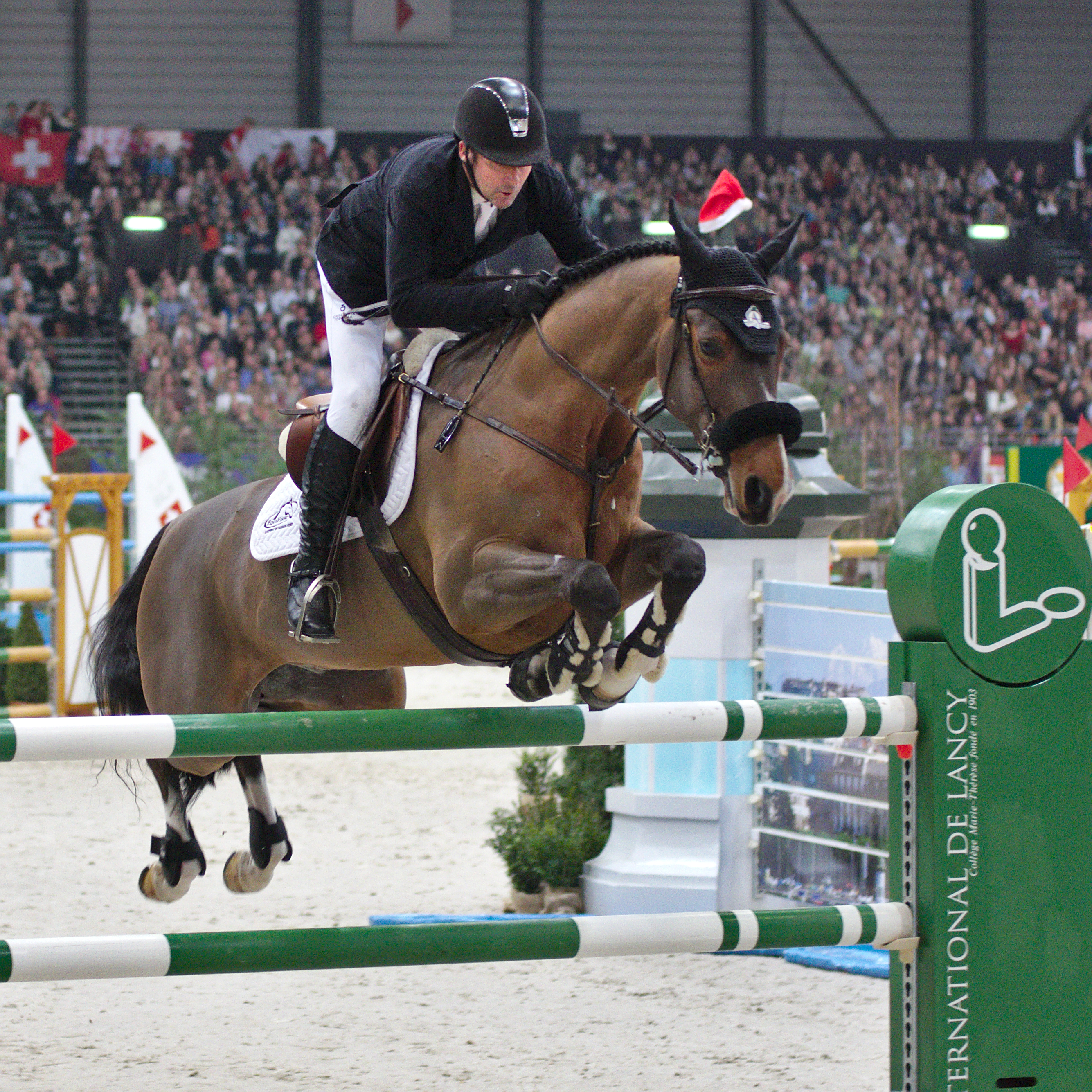
Quelmec du Gery monté par Éric Lamaze au Concours hippique international de Genève, en décembre 2013.

Quelmec du Gery naît le 26 juin 2004 à l'élevage de Denis Gauffreteau, le Haras du Gery, sur la commune de Nueil-les-Aubiers, dans les Deux-Sèvres (France),. 
Il se qualifie en finale du cycle classique de saut d'obstacles à 4 ans, puis à 5 ans avec la mention « Très bon ». Il débute au niveau international, sur des CSI2*, avec le cavalier normand Romain Bourdoncle. Il est ensuite confié à Pénélope Leprévost, qui l'achète avec François Mathy en 2013. Elle se hisse avec lui au niveau des CSI5*. Artisan Farms rachète alors Quelmec du Gery pour le cavalier canadien Éric Lamaze.
En février 2015, il est vendu à Stone Ridge Farm, pour être monté par la jeune cavalière canadienne Bretton Chad.

## Description
Quelmec du Gery est un hongre de robe baie, inscrit au stud-book du Selle français. 

## Palmarès
Il atteint un indice de saut d'obstacles (ISO) de 163 en 2013.
- Classé au CSI 5* de Verone
- 4e de l'épreuve 1,45 m du CSIO5* de Barcelone[6].
- Classé sur l'épreuve Global Champions Tour d'Abou Dabi à 1,45 m - 1,50 m

## Origines
Quelmec du Gery est un fils de l'étalon Selle français Pamphile, et de la jument KWPN Haisy, par Jasper. Il compte 29 % d'ancêtres Pur-sang, 6 % de Holsteiner, 28 % d'autres ancêtres chevaux de sport d'origine étrangère, et 21 % de Selle français.